# Alessandro Garrone
Alessandro Garrone (Genova, 28 aprile 1963) è un imprenditore italiano.
È vice presidente esecutivo e Presidente del Comitato Strategico di ERG SpA, di cui è anche Amministratore incaricato del sistema di controllo interno e di gestione dei rischi. È inoltre Presidente della Fondazione Edoardo Garrone, co fondatore e consigliere di Flying Angels Foundation ETS e Vice Presidente Vicario AIDAF (Associazione Italiana delle Imprese Familiari).

## Biografia
Secondogenito di Riccardo Garrone dopo la laurea in Economia e Commercio ha iniziato a lavorare nell'azienda di famiglia fondata nel 1938 dal nonno Edoardo Garrone e presieduta dal padre.

### Carriera
Nel 1988 è entrato nel Gruppo ERG, prima gestendone i rapporti internazionali presso ERG Petroleum USA a New York poi come programmatore operativo in ISAB SpA (Industria Siciliana Asfalti e Bitumi).
Successivamente, da settembre 1991 a luglio 1992, ha lavorato presso ISAB SpA a Genova e Siracusa come responsabile della programmazione operativa delle raffinerie del Gruppo ERG, utilizzando modelli di programmazione lineare per ottimizzare le lavorazioni e i risultati economici.
Da agosto 1992 a luglio 1994, presso ISAB SpA a Roma, ha assunto la responsabilità del Controllo di Gestione, occupandosi dell'elaborazione del Piano e del Budget e della gestione del reporting della Società. Successivamente, da agosto 1994 a dicembre 1996, presso ERG Petroli SpA a Genova, ha lavorato nella Direzione Supply and Sales, occupandosi del noleggio delle navi e dell'acquisto di greggio per tutte le Società del Gruppo.
Nel 1997 ha partecipato attivamente alla fase di ristrutturazione societaria che ha preceduto e accompagnato la quotazione in Borsa della società. Tale fase ha segnato per ERG la svolta “multi-energy”.
Dal dicembre 2002 all'aprile 2012 ha ricoperto il ruolo di Amministratore Delegato di ERG, unico membro della famiglia Garrone a svolgere tale incarico. Durante il suo mandato, l'azienda ha intrapreso una profonda trasformazione strategica, abbandonando progressivamente le attività legate agli idrocarburi per dedicarsi allo sviluppo di un portafoglio di asset rinnovabili.
Dopo la scomparsa del padre, nel 2013 diventa Presidente della Fondazione Edoardo Garrone, fondata da Riccardo Garrone nel 2004 in memoria del padre Edoardo. Attualmente è Vice Presidente Esecutivo e Amministratore incaricato del sistema di controllo interno e di gestione dei rischi di ERG SpA, primo operatore eolico in Italia.

## Altri incarichi
Attualmente Alessandro Garrone ricopre anche i seguenti incarichi:
- Vice Presidente Banca Passadore & C.[10]
- Presidente Fondazione Edoardo Garrone Ente Filantropico ETS[11]
- Co fondatore e consigliere Flying Angels Foundation ETS[1]
- Vice Presidente Vicario AIDAF (Associazione Italiana delle Imprese Familiari)[2]
- Consigliere S.Q. Invest SpA[12]
- Consigliere Industrie De Nora SpA[13]
- Vice Presidente Fondazione Muse Italia ETS[14]
- Presidente Sci Club Sestriere[15]

Da marzo 2013 a gennaio 2024 è stato Console Onorario del Messico a Genova.